# Trawler

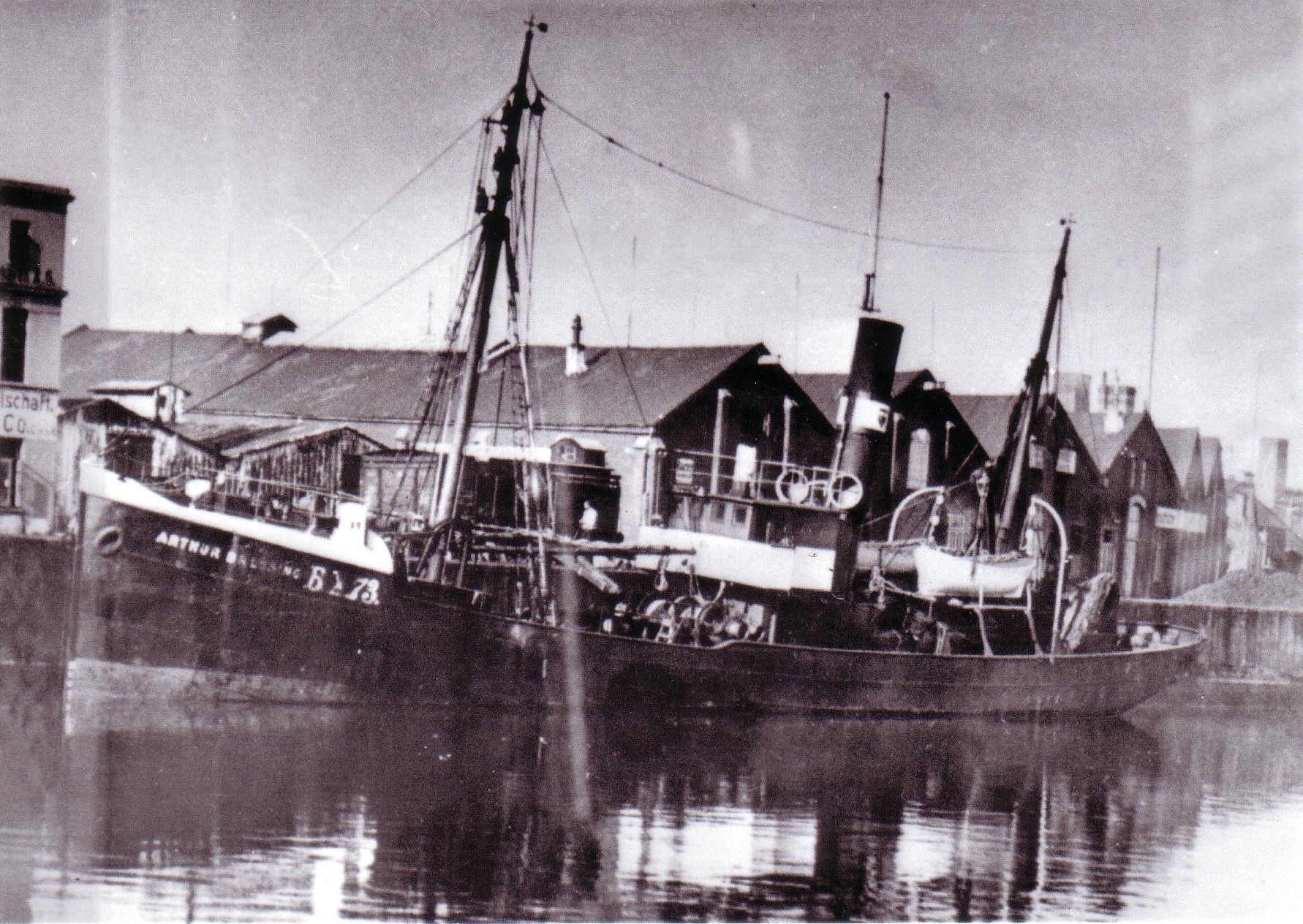
Seitentrawler Arthur Breusing (1907)

Der Trawler (IPA: [ˈtrɔːlə], ⓘ; von englisch to trawl „mit einem Schleppnetz fischen“) ist ein Schiff für die Hochseefischerei. Seine Schleppnetze dienen dem bodennahen (Grundschleppnetz) und seit den 1960er Jahren verstärkt dem pelagischen Fischfang. Die „klassischen“ Fischdampfer waren Seitentrawler; sie wurden in den 1960er Jahren von den Heckfängern abgelöst.

## Aufbau und Funktion

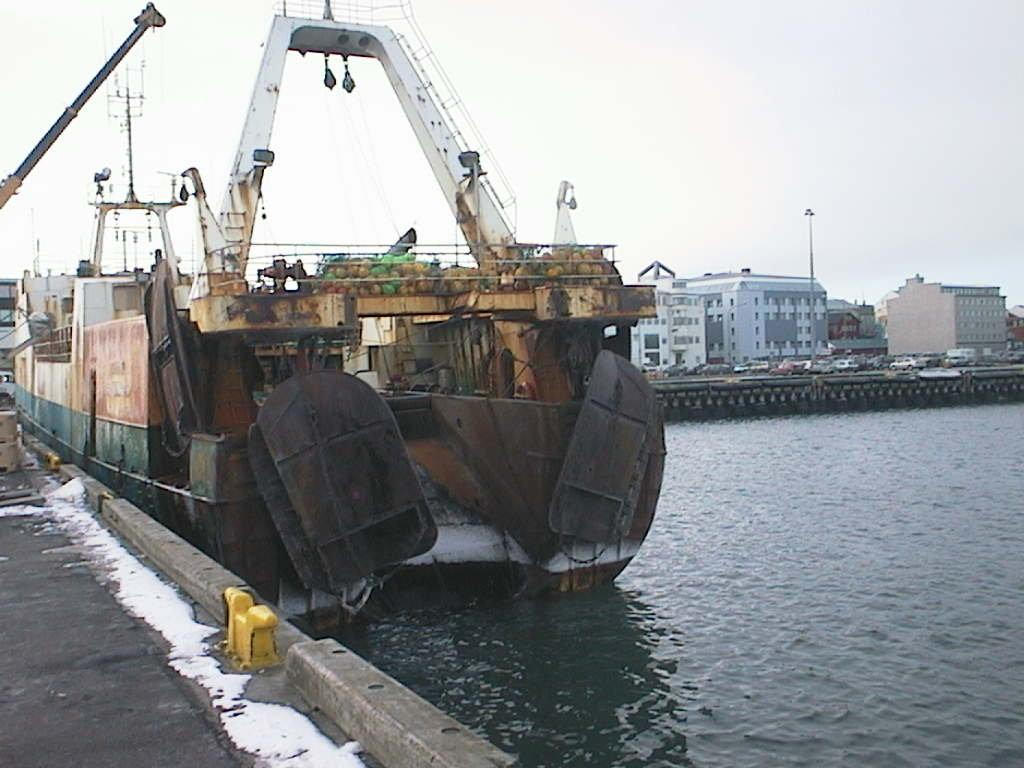
Heckfänger

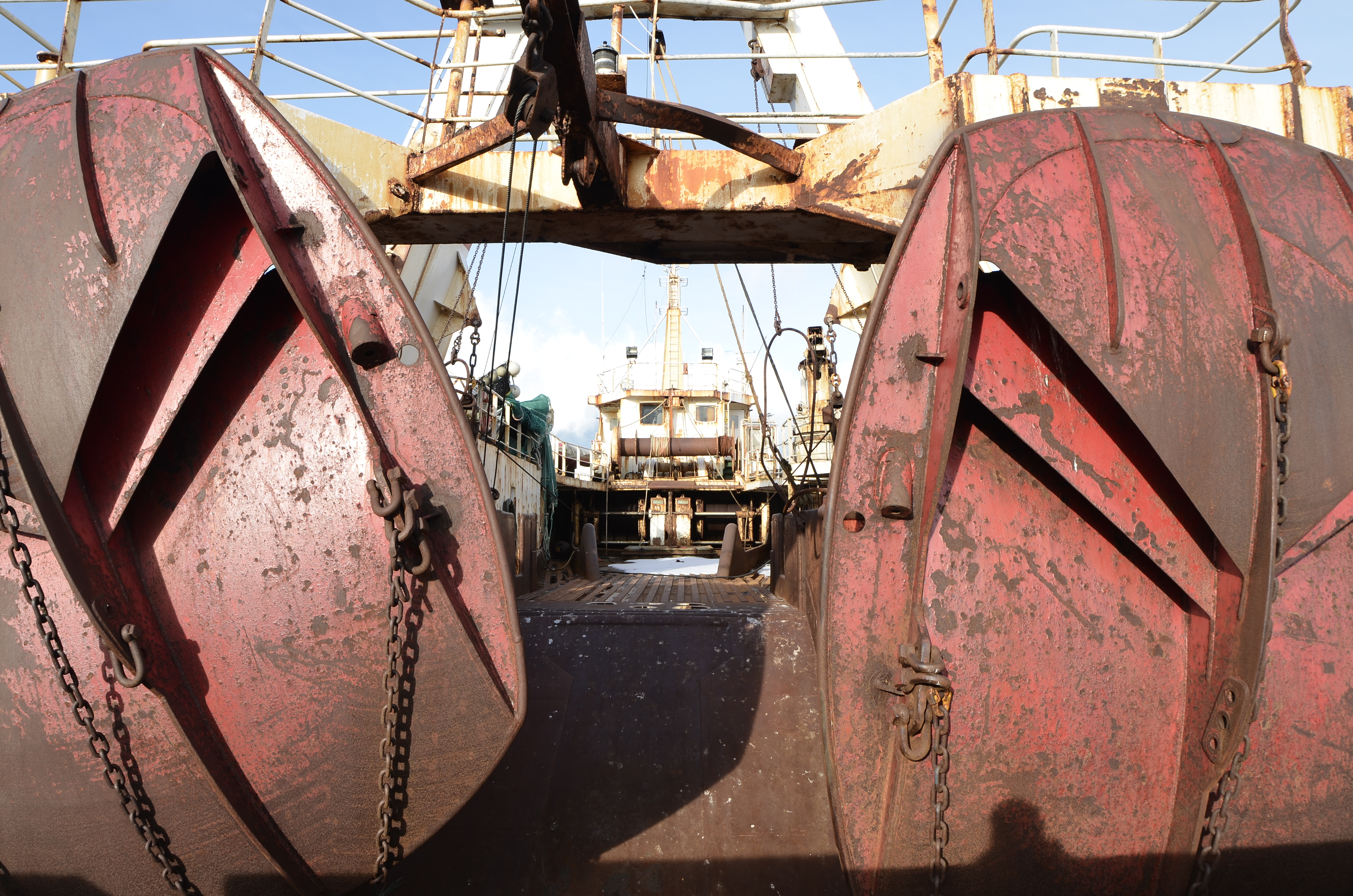
Heckfänger Deckansicht

Bei Seitentrawlern befindet sich das Fangdeck im Bereich des Mittschiffes. Das Schleppnetz wird dabei über die Seitenreling ausgesetzt und eingeholt. Die Kurrleinen, an denen das geschleppte Netz befestigt ist, laufen dabei über Königsrollen und die Rollen der an der Bordseite befestigten Galgen außenbords.
Bei Heckfängern oder Sterntrawlern (englisch stern „Heck“) befindet sich das Fangdeck im Bereich des Achterschiffes. Das Schleppnetz wird über eine schräge Rampe am Heck, der Heckaufschleppe, ausgesetzt und eingeholt.
Je nach Einsatzgebiet und Einsatzkonzeption sind Trawler mit mehr oder weniger umfangreichen Verarbeitungs- und Konservierungsanlagen ausgestattet. Kühl- und Frostanlagen erlauben es den Schiffen, mehrere Wochen oder Monate auf See zu fischen, bis die Lagerräume komplett gefüllt sind. Ohne Frostanlagen war die Seedauer durch die Verderblichkeit des auf Eis gelagerten Fanges bei den sogenannten Frischfischfängern auf einen Zeitraum von rund drei Wochen nach dem Beginn des Fanges begrenzt.

## Geschichte
Der erste deutsche Fischdampfer war die 1885 in Dienst gestellte Sagitta. Das bei der Bremerhavener Werft F. W. Wencke nach englischen Vorbildern gebaute Schiff wurde durch das Geestemünder Fischhandelsunternehmen Friedrich Busse & Co. beauftragt und in Dienst gestellt. Die Sagitta hatte eine Länge von 33,14 m und wurde von einer Dampfmaschine mit 275 PS angetrieben. Die Sagitta war als Seitenfänger konzipiert und ausgerüstet.
Die bis zum Ersten Weltkrieg gebauten Fischdampfer entsprachen grundsätzlich weiterhin diesem Typ, wobei Schiffsgröße und Maschinenleistung jedoch kontinuierlich anstiegen.
In den 1920er und 30er Jahren stieg vor allem die Schiffsgröße erheblich an, so dass die mittlere Größe der Neubauten ca. 390 BRT im Jahr 1931 betrug und am Ende des Jahrzehnts 530 BRT. Gleichzeitig wurde mit der Einführung von Dieselmotoren experimentiert, diese setzten sich jedoch im Bereich der deutschen Hochseefischerei erst nach dem Zweiten Weltkrieg durch.
Die größte Änderung erfolgte beim Antrieb. Die Einführung des Dieselmotors ermöglichte den Bau der Heckfänger. Anders als bei den Seitenfängern konnte jetzt das Netz vollständig mit Winden an Deck gehievt werden und musste nicht mehr in mühsamer Handarbeit über die offene Schiffsseite an Deck genommen werden. Dies ermöglichte eine erhebliche Vergrößerung der eingesetzten Fanggeschirre. Und anders als auf den Seitenfängern mit ihren Dampfmaschinen hatten die Seeleute erstmals warme Räume.

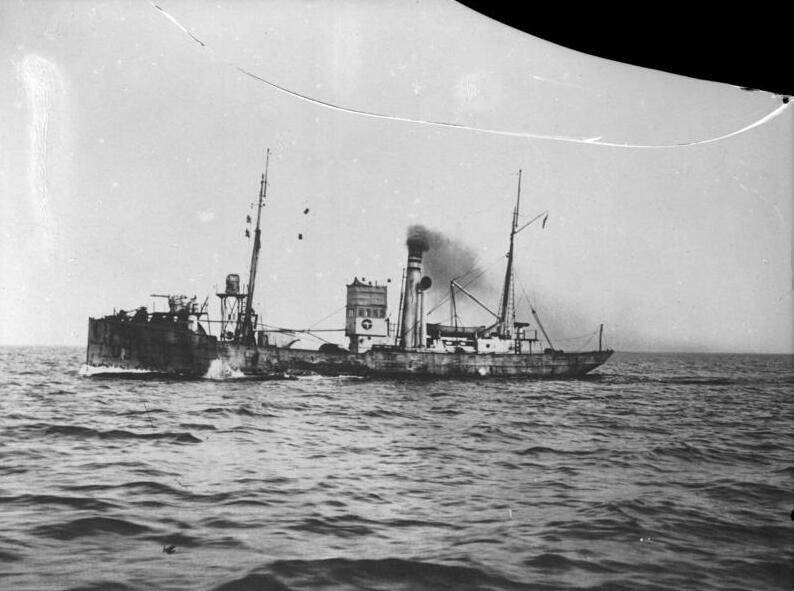
Vorpostenboot Nürnberg

In beiden Weltkriegen wurden Trawler wie die nebenstehend abgebildete Nürnberg zu Minensuchschiffen, Vorpostenbooten und U-Jägern umfunktioniert. Die Sowjetunion nutzte sie während des Kalten Krieges zur Beobachtung von Schiffen der NATO-Marinen.
Die alten Segel-Trawler, wie die bekannten Brixham Trawler, konnten ihre Netze bis in eine Tiefe von 55–75 Metern auswerfen. Moderne Trawler fischen oftmals bis in eine Tiefe von 920 Metern, mit experimentellen Grundschleppnetzen sogar noch tiefer. Der erste deutsche Heckfänger war der 1957 auf der Rickmerswerft gebaute FD Heinrich Meins.

## Beispiele für moderne Trawler
- Baureihe ST120101
- Baureihe NVC 374 WP
- Janne-Kristin-Klasse
- Maartje Theadora

## Museumsschiffe
Im Vergleich zu anderen Schiffstypen sind nur verhältnismäßig wenig Trawler als Museumsschiffe erhalten. Bekannte Beispiele sind unter anderem:
- Gera, 1961 gebauter Seitentrawler der ehemaligen DDR Hochseefischerei, heute in Bremerhaven
- Arctic Corsair, 1960 erbauter britischer Seitentrawler, heute in Hull
- SRT-129 (russisch СРТ-129), im Museum der Weltmeere, Kaliningrad
- Amandine, 1962 gebauter Seitentrawler, der letzte Islandfahrer aus Ostende (Belgien) jetzt in Ostende.